# Àreu
Àreu es una localidad perteneciente al municipio de Alins, en la provincia de Lérida, comunidad autónoma de Cataluña, España.

## Geografía humana

### Demografía
| Gráfica de evolución demográfica de Areo entre 1842 y 1920 |
| |
| Población de derecho según los censos de población del INE Población de hecho según los censos de población del INEEn este censo se denominaba Areo o Areu: 1842 Entre el censo de 1930 y el anterior, este municipio desaparece porque se integra en el municipio 25017 (Alins) |

En 2023 contaba con 64 habitantes.